# Kărșalevo (sit SCI)
Kărșalevo este o arie protejată (sit de importanță comunitară — SCI) din Bulgaria întinsă pe o suprafață de 6.313,47 ha, integral pe uscat.

## Localizare
Centrul sitului Kărșalevo este situat la coordonatele 42°21′09″N 22°35′11″E / 42.3526°N 22.5864°E.

## Înființare
Situl Kărșalevo a fost declarat sit de importanță comunitară în martie 2007 pentru a proteja 25 de specii de animale.

## Biodiversitate
Situată în ecoregiunea continentală, aria protejată conține 11 habitate naturale: Matorral arborescenți cu Juniperus spp., Pajiști carstice calcaroase sau bazofile, de Alysso-Sedion albi, Roci stâncoase cu vegetație pionieră de Sedo-Scleranthion sau Sedo albi-Veronicion dillenii, Păduri de fag Asperulo-Fagetum, Păduri de stejar și carpen Galio-Carpinetum, Păduri pe pante, grohotișuri și ravene de Tilio-Acerion, Păduri de pini scoțieni din masivele Balcanilor și Rodopilor, Păduri aluvionare cu Alnus glutinosa și Fraxinus excelsior (Alno-Padion, Alnion incanae, Salicion albae), Păduri panonice cu Quercus pubescens, Păduri panonice-balcanice de stejar turcesc - stejar sesil, Păduri de fag moezice.
La baza desemnării sitului se află mai multe specii protejate:
- amfibieni (2): izvoraș-cu-burta-galbenă (Bombina variegata), Triturus karelinii
- mamifere (13): liliac cârn (Barbastella barbastellus), lupul (Canis lupus), vidră de râu (Lutra lutra), râs eurasiatic (Lynx lynx), liliac cu urechi mari (Myotis bechsteinii), liliac cu urechi de șoarece (Myotis blythii), liliac cărămiziu (Myotis emarginatus), liliacul cu potcoavă a lui blasius (Rhinolophus blasii), liliacul mediteranean cu potcoavă (Rhinolophus euryale), liliacul mare cu potcoavă (Rhinolophus ferrumequinum), liliacul mic cu potcoavă (Rhinolophus hipposideros), urs brun (Ursus arctos), dihor pătat (Vormela peregusna)
- nevertebrate (5): Austropotamobius torrentium, croitorul mare al stejarului (Cerambyx cerdo), rădașcă (Lucanus cervus), croitorul cenușiu al stejarului (Morimus funereus), Rosalia alpina
- pești (2): Barbus cyclolepis, zvârluga (Cobitis taenia)
- reptile (3): țestoasa de baltă (Emys orbicularis), Testudo graeca, țestoasă bănățeană (Testudo hermanni)

Pe lângă speciile protejate, pe teritoriul sitului au mai fost identificate 3 specii de amfibieni, 15 specii de nevertebrate, 6 specii de pești, 9 specii de reptile.